# فیناویا
فیناویا (انگلیسی: Finavia) شرکت مدیریت فرودگاه نروژی است، که در سال ۱۹۹۱ تأسیس شد.